# سیلون گروو (کانزاس)
سیلون گروو (به انگلیسی: Sylvan Grove) شهری در ایالت کانزاس کشور ایالات متحده آمریکا است که جمعیت آن در سرشماری سال ۲۰۱۰ میلادی، ۲۷۹ نفر بوده‌است.